# Collingwood Football Club
Der Collingwood Football Club ist eine Australian-Football-Mannschaft aus Collingwood, Victoria, die in der Australian Football League (AFL) spielt. Der Verein ist unter seinem Spitznamen The Magpies (dt. Die Elstern) bekannt, in Anlehnung an die schwarz-weiß gestreiften Trikots. Collingwood zählt zu den erfolgreichsten und populärsten Teams im Australian Football. Ihre Heimspiele tragen die Magpies im Melbourne Cricket Ground aus. Seit 2023 ist Collingwood gemeinsam mit den Carlton Blues und den Essendon Bombers AFL-Rekordmeister.

## Geschichte
Der Club wurde 1892 gegründet und trat 1897 der Victorian Football League (VFL) bei. Ihre erfolgreichste Ära durchliefen die Magpies in den 1920er und 1930er Jahren, als sie an 13 von 20 Grand Finals teilnahmen und sechs davon gewannen. In den 1950er Jahren stand Collingwood lange im Schatten der dominierenden Melbourne Demons, konnte jedoch 1953 und 1958 zwei weitere Meistertitel einfahren. Darauf folgte eine 32-jährige Durststrecke, während der die Magpies in acht Grand Finals als Verlierer vom Platz gingen. Erst 1990 konnte sich Collingwood durch einen dominanten Finalerfolg gegen die Essendon Bombers wieder den Meistertitel sichern. Nach größtenteils schwachen Vorstellungen während der 1990er Jahre gelang den Magpies in den Jahren 2002 und 2003 wieder der Einzug ins Grand Final, wo sie jedoch abermals unterlagen. 2010 gelang im Wiederholungsspiel gegen die St Kilda Saints ein deutlicher 108:52-Erfolg und damit der Gewinn des fünfzehnten Meistertitels in der AFL/VFL. 2018 unterlagen die Magpies den West Coast Eagles im Grand Final mit 74:79 und bauten damit ihren unerreichten Rekord an Vize-Meisterschaften auf 27 aus. Nach ihrem Sieg im Grand Final 2023 über die Brisbane Lions zog Collingwood mit den Carlton Blues und den Essendon Bombers in der Anzahl an Titeln gleich.

## Fans
Collingwood hat mehr als 100.000 Mitglieder und den höchsten Zuschauerschnitt in der AFL. Die Fans gelten als leidenschaftlich und loyal, werden jedoch von ihren Gegnern oftmals als wenig gebildete Angehörige der Unterschicht, sogenannte Bogans, beschrieben. Es herrschen diverse Rivalitäten zu anderen AFL-Teams aus der Region Melbourne, von denen jedoch die zu den Carlton Blues besonders hervorsticht.
Wenn Politiker aus anderen Bundesstaaten, die keine Teams in die AFL entsandten, nach ihrem liebsten AFL-Team befragt wurden, antworteten diese üblicherweise mit "Collingwood", denn das hat was Bodenständiges an sich und assoziiert mit den Sorgen und Aspirationen des gemeinen Volkes.
Der Verein inspirierte auch den von Bruce Beresford gedrehten und 1980 auf den Markt gebrachten Film The Club mit Jack Thompson, John Howard und den in Australien legendären Komiker Graham Kennedy. Der Film  nimmt satirisch die Hinterzimmergeschäften und Possen  eine Fußballklubs im Lauf einer Saison aufs Korn und beschreibt auf seine Art das Leben des modernen Australien vor dem Ausbruch des Multikulturalismus.

## Erfolge
- Meisterschaften (16): 1902, 1903, 1910, 1917, 1919, 1927, 1928, 1929, 1930, 1935, 1936, 1953, 1958, 1990, 2010, 2023
- McClelland Trophy (8): 1959, 1960, 1964, 1965, 1966, 1970, 2010, 2011